# Leśniówka (województwo świętokrzyskie)
Leśniówka – wieś w Polsce położona w województwie świętokrzyskim, w powiecie kieleckim, w gminie Mniów.
| SIMC    | Nazwa | Rodzaj    |
| ------- | ----- | --------- |
| 0253209 | Majów | część wsi |